# Ñico Saquito
Benito Antonio Fernández Ortiz (Santiago de Cuba, 17 de janeiro de 1901 - Havana, 4 de agosto de 1982) foi um cantor, compositor e guitarrista cubano.
Na adolescência, já fazia composições, trocando o beisebol pela música e com dezenove anos, formou sua primeira banda. Na década de 1930, fundou Los Guaracheros de Oriente, fazendo shows por todo o país, além de Porto Rico e Venezuela.
Alguns de seus sucessos são Al Vaiven de mi carreta, Cuidado Compay Gallo, María Cristina me quiere Gobernar, Adios Compay gato.